# زمرة غالوا

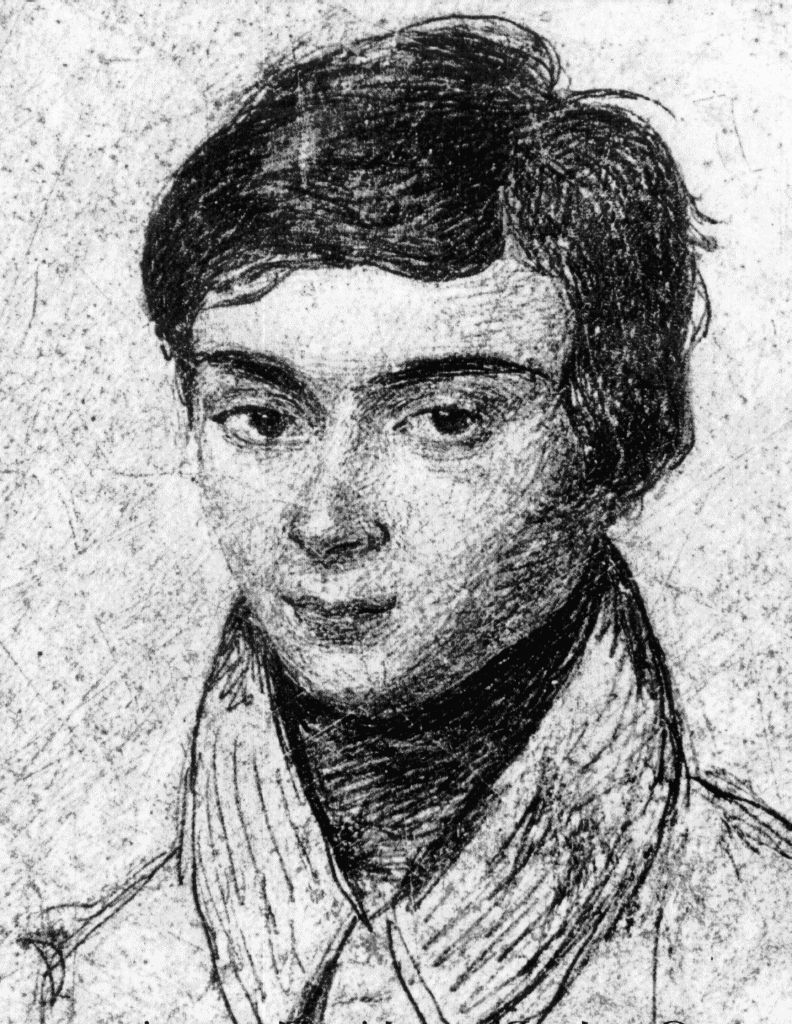

في الرياضيات، وبالتحديد في فرع من فروع الجبر التجريدي يسمى نظرية غالوا، زمرة غالوا (بالإنجليزية: Galois group)‏ لصنف معين من امتدادات الحقول هو زمرة معينة...
ليكن {\displaystyle L\!} حقل امتداد {\displaystyle K\!} ويُرمز لها بـ{\displaystyle L\!/K\!}، وليكن {\displaystyle G\!} مجموعة التماثلات الذاتية لـ{\displaystyle L\!/K\!}، أو بعبارة أخرى لنأخذ مجموعة التماثلات الذاتية {\displaystyle \sigma } من {\displaystyle L\!} حيث {\displaystyle \sigma (x)=x} لكل {\displaystyle x\in K\!}، فبالتالي تكون {\displaystyle K\!} محددة. فالزمرة {\displaystyle G\!} هي زمرة تحاويل {\displaystyle L\!} وتسمى زمرة غالوا (بالإنجليزية: Galois group)‏ لـ{\displaystyle L\!/K\!}، ويُرمز لها بـ{\displaystyle \operatorname {Gal} (L\!/K\!)} أو {\displaystyle \operatorname {Aut} (L\!/K\!)}.
ليكن {\displaystyle f(x)} متعددة حدود كسرية من الدرجة {\displaystyle n} ودع {\displaystyle K\!} حقل انشطار {\displaystyle f(x)} على {\displaystyle \mathbb {Q} }، أي أن الحقل الجزئي الأصغر من {\displaystyle \mathbb {C} } يضم كل جذور {\displaystyle f}. وبالتالي فكل عنصر من عناصر زمرة غالوا {\displaystyle G\!} يبدل جذور {\displaystyle f} بطريقة فريدة. وبالتالي يمكن تعريف {\displaystyle G\!} زمرةً جزئية من الزمرة المتماثلة {\displaystyle S_{n}}، وهي زمرة تباديل جذور {\displaystyle f}. إذا كانت {\displaystyle f} غير قابلة للاختزال، تكون {\displaystyle G\!} زمرة جزئية متعدية من {\displaystyle S_{n}}، أي أنه بإعطاء الجذرين {\displaystyle \alpha } و {\displaystyle \beta } لـ{\displaystyle f}، يوجد عنصر {\displaystyle \sigma } من {\displaystyle G\!} حيث يكون {\displaystyle \sigma (\alpha )=\beta }.